# Rasmus Prehn
Rasmus Prehn, född 18 juni 1973 i Høje-Tåstrup i Danmark är en politiker (Socialdemokratiet). Han satt i Folketinget 2005–2025. Han var "minister for udviklingssamarbejde" under udenrigsministeriet från 27 juni 2019  till 19 november 2020 då han istället blev minister för livsmedel, lantbruk och fisk. Den senare posten behöll han till 15 december 2022. Han är sedan 2025 verkställande direktör för Økologisk Landsforening.

## Bakgrund och utbildning
Rasmus Prehn är son till elektriker Flemming Prehn och pedagogiska assistenten Birte Hanne Prehn. Han har en cand.scient.soc.-examen från Ålborg universitet med inriktning mot demokrati via internet och har även studerat sociologi vid University of Leeds.
Han blev 2001 anställd av Esbjergs högskola och ledde LO:s medlemsvärvningsprojekt. Han blev 2002 sekretariatsledare för LO:s enhet för internutbildning Mindscope, en anställning som han hade fram till 2004. Därefter undervisade han vid Højskolen for Politik vid Esbjergs högskola till 2005. Mellan 2008 och 2014 arbetade han deltid vid Ålborghus gymnasium.

## Politisk karriär
Prehn har sedan sin ungdom varit aktiv i Socialdemokratiet. Han blev 1990 ordförande för DSU:s lokalavdeling i Høje Taastrup och 1992 amtsordförande för DSU Köpenhamns amt. Fyra år senare kom han in i förbundets verkställande utskott och blev ordförande för dess utrikespolitiska utskott. Han blev 1999 ordförande för den socialdemokratiska studentförening Frit Forum Aalborg.
Vid kommunalvalet 2001 blev Rasmus Prehn invald i kommunfullmäktige ("byrådet") i Ålborgs kommun, där han bland annat satt i tekniska utskottet, auktorisationsnämnden samt äldrerådet för Ålborgs centrum. Han blev vald som ordförande för den socialdemokratiska gruppen i fullmäktige, men lämnade uppdraget då han blev invald i Folketinget.
Prehn valdes in i Folketinget 2005, först i Nordjyllands amtskrets och efter strukturreformen 2007 Nordjyllands storkrets. Han var partiets bostadspolitiska talesperson under sitt första år i Folketinget. Från 2006 var han dess talesperson för vetenskap och forskning och från 2011 för transport innan han 2019 blev minister.. 
Under sensommaren/hösten 2022 fick han kritik för att ha misskött sitt ministerbetalkort till många dyra middagar, vilket ledde till kritik från många håll. Prehn lämnade Folketinget 27 februari 2025.
Han misstänktes 2014 vara författare av boken Den Hemmelige Socialdemokrat, där författaren under pseudonym beskriver den socialdemokratiska folketingsgruppen inifrån.